# Hořkoň indická

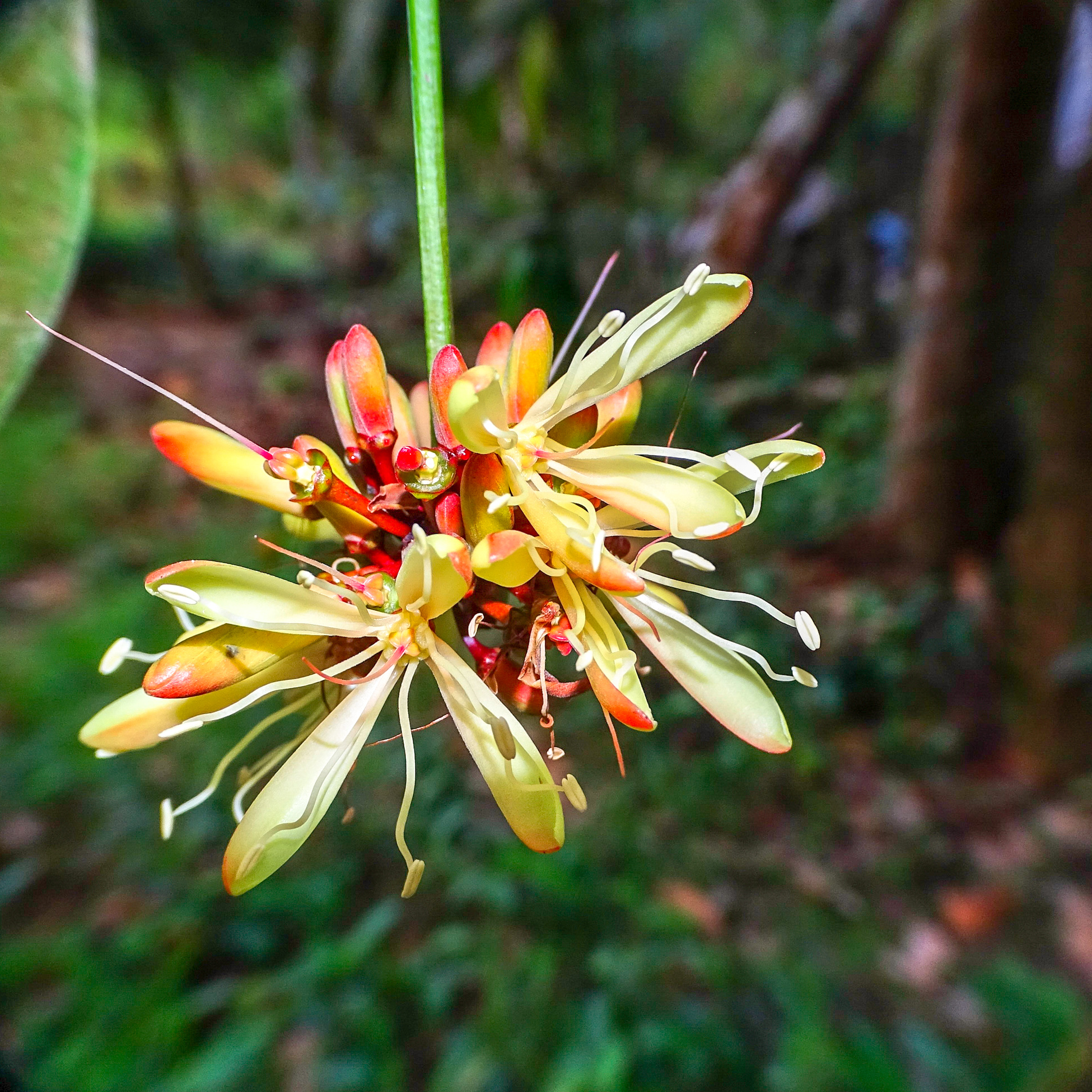
Květenství

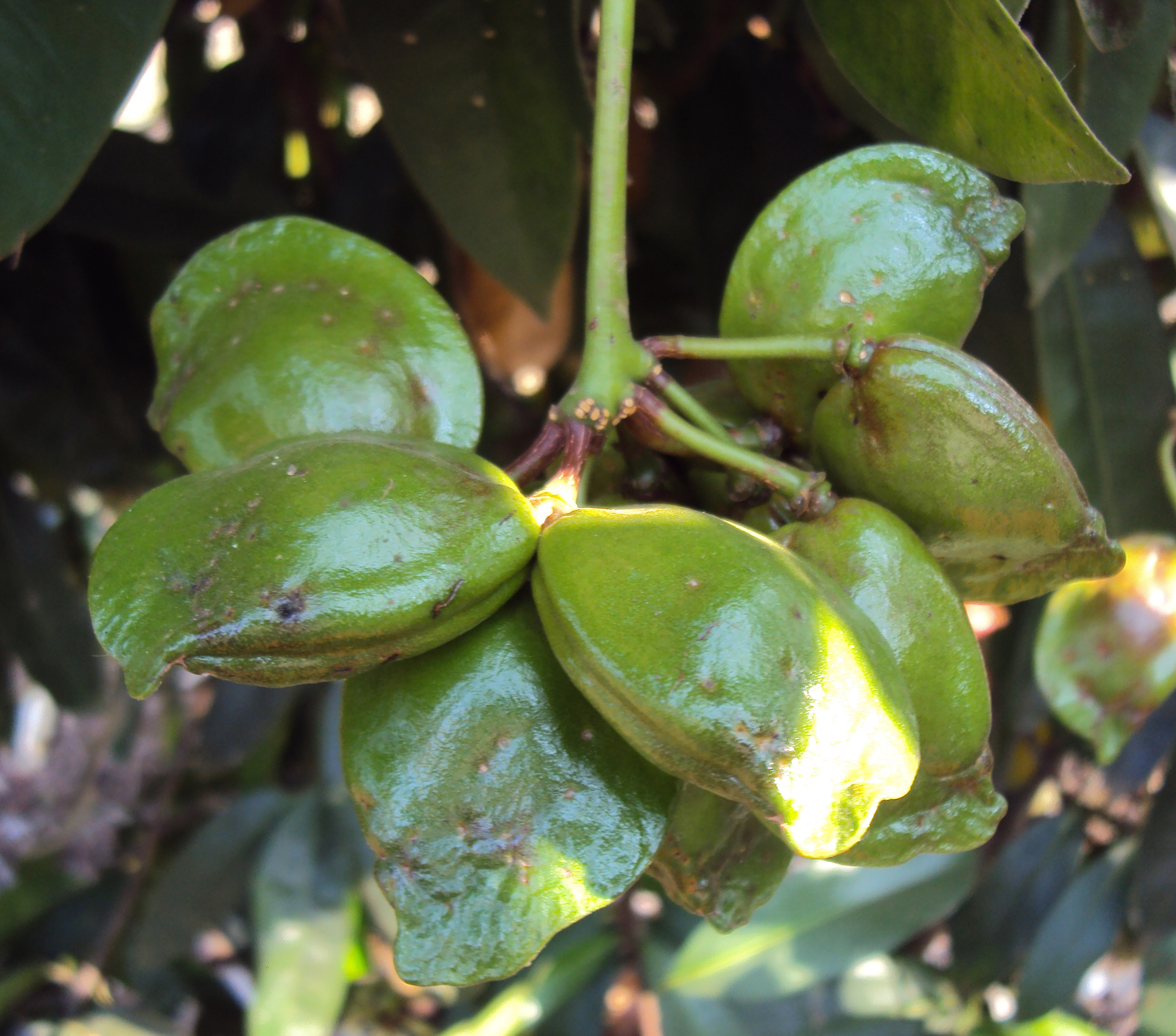
Nezralé plody

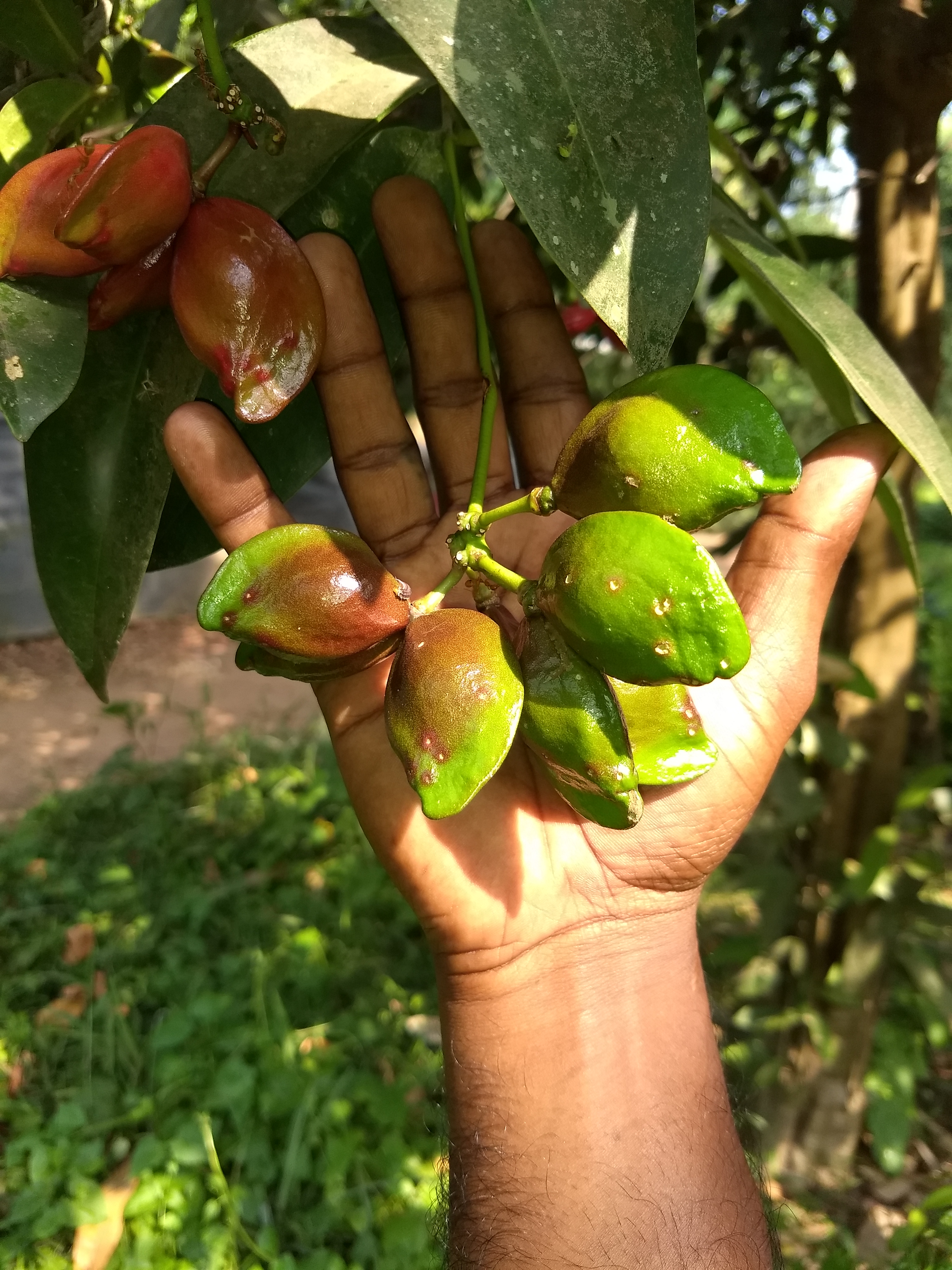
Dozrávající plody

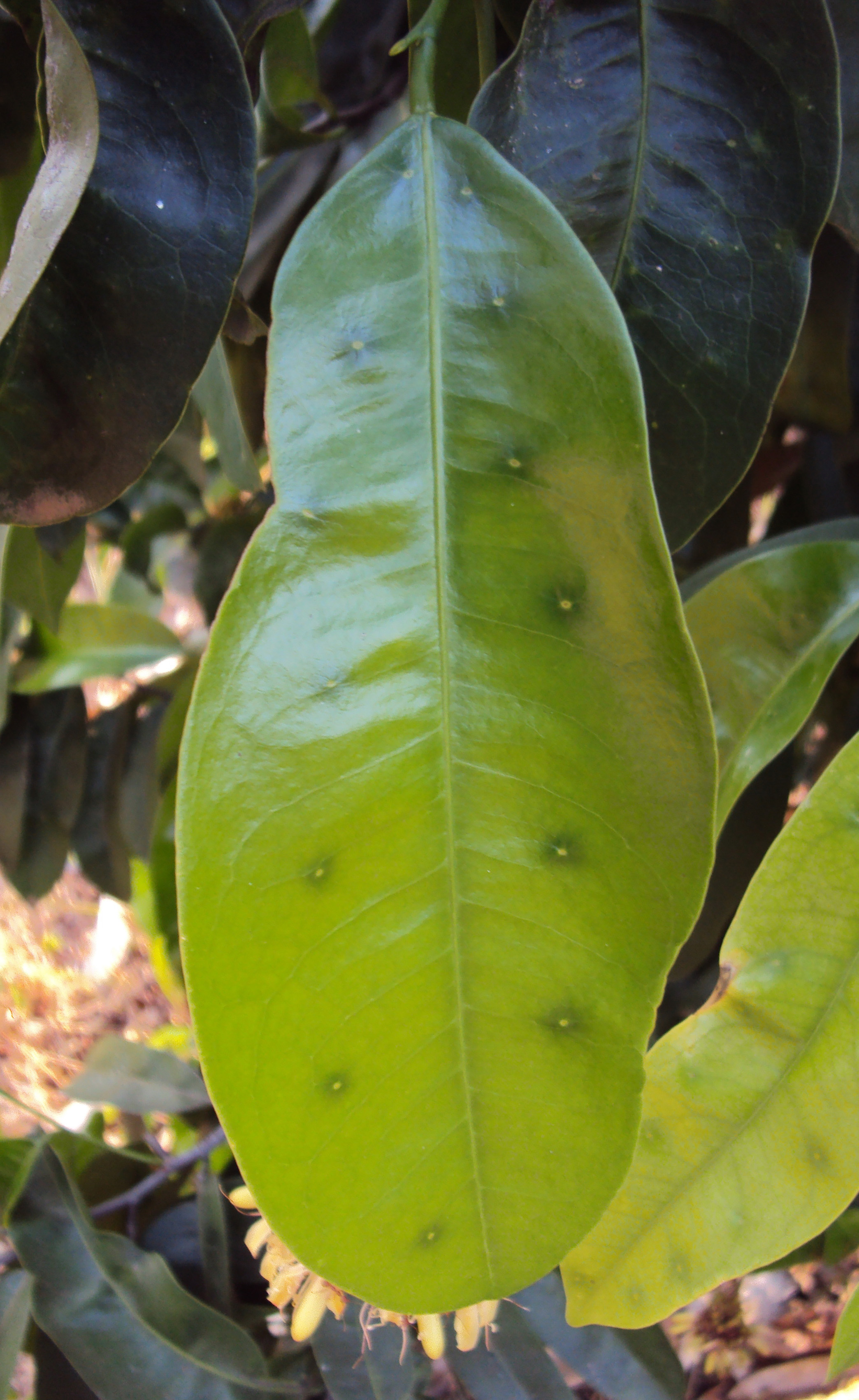
Žlázky na listech

Hořkoň indická (Quassia indica) je stálezelený, tropický strom jihoasijských mangrovů, druh pantropicky rozšířeného rodu hořkoň. Jak již napovídá české rodové jméno je celá dřevina, včetně plodů, velmi hořká a nepoživatelná. Používá se místně v léčitelství a v těch oblastech, kde se ve volné přírodě vyskytuje vzácně, bývá uměle vysazována. Hořkost je způsobována hlavně glykosidem samaderan, které prostupuje celou rostlinu.

## Ekologie
Její typické stanoviště jsou stromové porosty na bahnitých březích řek a vodních kanálů v místech, kde se mísí sladká říční voda se slanou mořskou tlačenou přílivem proti proudu řek. Roste v brakické vodě a bývá považována za indikátor místa, kam může dosáhnout voda příboje. Obvykle se vyskytuje ve společnosti podobně situovaných mangrovníků, jako jsou kořenovníky (např. Rhizophora apiculata) a kolenovníky (např. Bruguiera gymnorhiza). Někdy bývá nižším patrem ve smíšených dvojkřidláčovitých lesích, nejvýše do nadmořské výšky 150 m n. m. Kvete a plodí v průběhu celého roku.

## Rozšíření
Hořkoň indická pochází z oblastí jižní a jihovýchodní Asie. Roste na pobřeží Indického oceánu a její semena jsou mořskými proudy zanášena i do vzdálenějších oblastí. Vyskytuje v západní Indii (ve státech Goa, Karnátaka, Kérala a Maháráštra) a na přilehlé Srí Lance a Andamanech, v Thajsku, jihovýchodní části Myanmaru (v regionu Taninthayi) nacházejícím se na Malajském poloostrově, v pevninské i ostrovní části Malajsie i v Singapuru, v Kambodži, Vietnamu, na Indonéských ostrovech (Jáva, Sumatra, Borneo, Sulawesi) i na ostrovech Filipín. Mimo jihovýchodní Asii je známa z Nové Guineje, Moluk, Šalomounových ostrovů, Bismarckova souostroví a Vanuatu, z Mikronésie z ostrovů Palau (konkrétně z největšího ostrova Babeldaob) a z Yapu. V západní části Indického oceánu hořkoň indická druhotně zdomácněla na Madagaskaru a nedalekých ostrovech Pemba, Komory a Mayotte.

## Popis
Hořkoň indická je stálezelený strom vysoký 10 až 20 m, jehož hladký kmen může mít průměr do 40 cm. Větve obrůstají střídavými, celistvými listy s řapíkem dlouhým až 3 cm. Listy mají mírně kožovitou čepel vejčitou, eliptickou až někdy kopinatou, dlouhou 12 až 30 cm a širokou 4 až 12 cm, na bázi zaokrouhlenou, na vrcholu tupou, po obvodě celistvou a na spodní straně má výrazné střední žebro, síťnaté žilkování a náhodně umístěné tmavé žlázky.
Květy v počtu až dvacet tvoří nicí, na konci zhuštěný vrcholík, který mívá 5 až 30 cm dlouhou a zploštělou stopku, která vyrůstá z paždí listů, na koncích větviček či přímo ze starého dřeva. Květy na až 2,5 cm dlouhých stopkách jsou oboupohlavné, mají drobné listeny, čtyři volné kališní lístky jen 3 mm velké a na koncích tupé. Stejný je počet narůžovělých, nazelenalých, nafialovělých či nahnědlých, volných korunních lístků, průměrně 2 cm dlouhých a 0,5 cm širokých, obkopinatých a na koncích tupých, které jsou z vnější strany pokryté měkkými chloupky. V květu je osm, až 2,5 cm dlouhých tyčinek s nitkami a kopinatými prašníky, svrchní chlupatý semeník je vytvořen ze čtyř plodolistů a nese tenkou, 2 cm dlouhou čnělku s bliznou.
Plody vznikající po opylení hmyzem mají ledvinovitý tvar, jsou velké 4 až 9 × 2,5 až 5 cm, hladké, obvykle se vyskytují v plodenstvích po jednom až čtyřech a při dozrávání dostávají narůžovělou barvu. Na povrchu jsou mřížkované, mají podobné žlázky jaké jsou na listech a obsahují po jednom podlouhlém, asi 3 cm velkém semeni obsahující téměř 30 % oleje. Plody jsou běžně nepoživatelné, neboť jsou stejně jako všechny části stromů silně hořké, obsahují glykosidy samaderan.

## Význam
Dřevo stromu je lehké, světle žluté a velmi měkké, vyrábějí se z něj rukojeti nožů a jiných ručních nástrojů, používá se k topení. Nálev z jeho kůry se v lidovém léčitelství užívá pro snížení horečky a z listů na kožní onemocnění. Zkonzumovaná semeny vyvolávají průjem a zvracení. Macerát ze semen a listů se používá jako insekticid, zvláště proti vším, mravencům a termitům. Olej vylisovaný ze semen se aplikuje na revmatické onemocnění kloubů a bývá součástí masti na pohmožděniny, svrab i proti malomocenství.